# 사이카슈

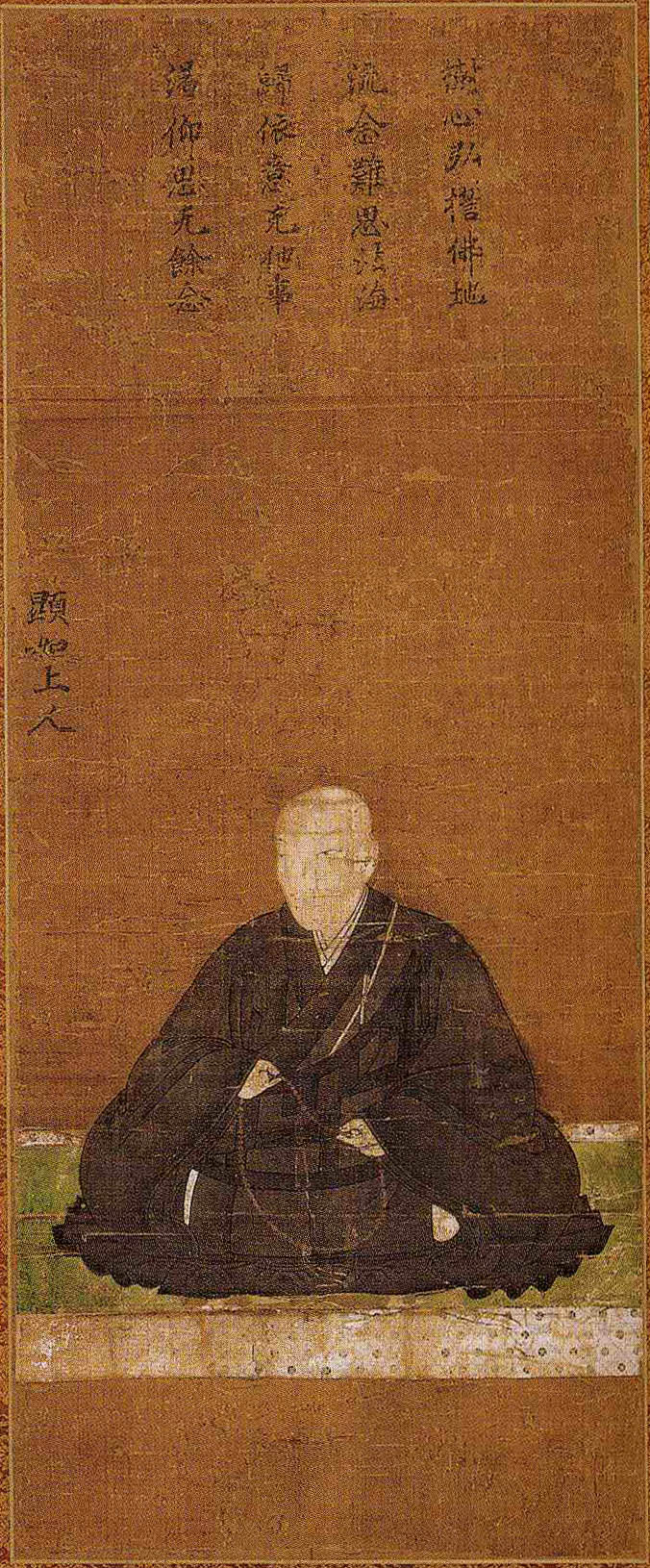
겐뇨 초상화

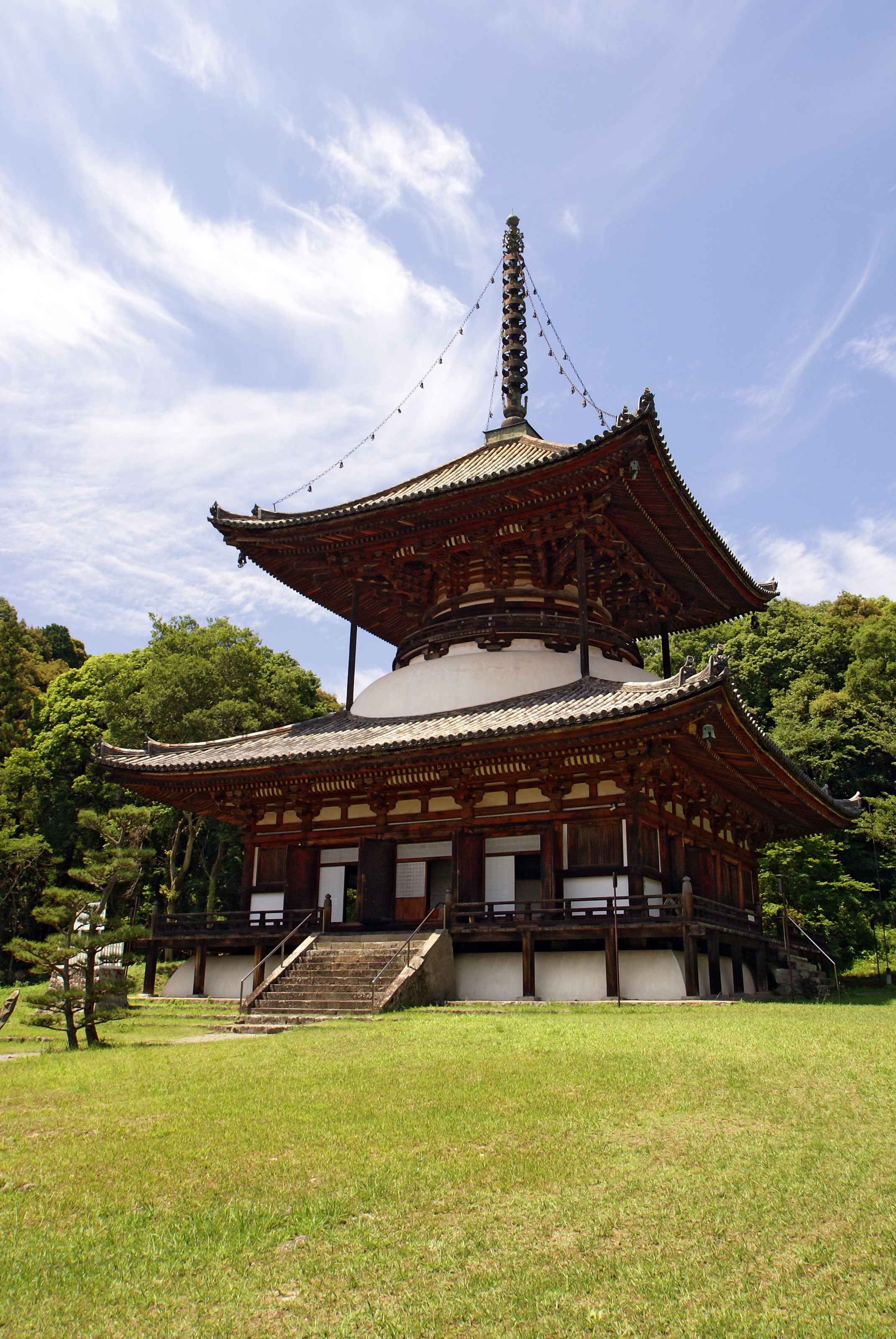
네고로지 다이토 / 일본의 국보

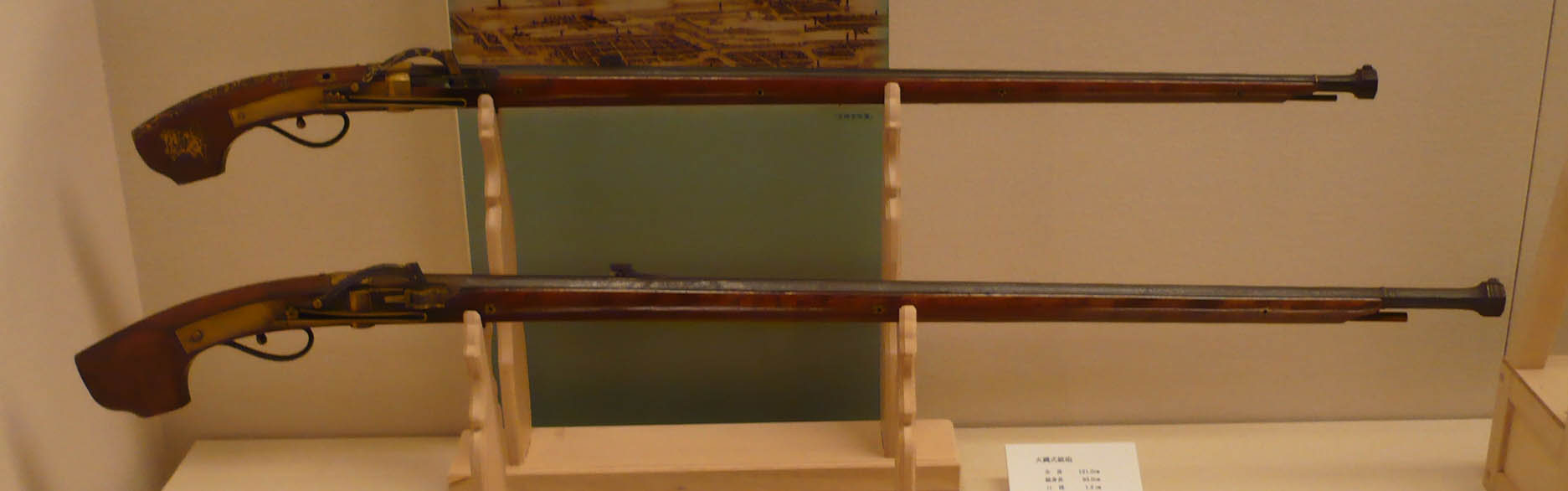
종자도총

사이카슈(일본어: 雑賀衆)는 센고쿠 시대에 기이국 북서부 사이카장원[雑賀荘] 일대(현 와카야마시 사이카자키[雑賀崎])를 근거지로 하는 고쿠진·토호·지토 들이 결합한 잇키 집단이다. 사이카토[雑賀党]라고도 한다. 16세기 당시로서는 아주 많은 수인 수천 정의 철포로 무장하여 매우 강력한 군사력을 가지고 용병집단으로서 활약하였다. 또한 해운업과 무역에도 손댔으므로 정확히는 상인집단이라고 보는 쪽이 적합할 수도 있다.
사이카슈를 구성한 주요한 일족으로는 쓰치바시씨[土橋氏]와 스즈키씨[鈴木氏] 등이 알려져 있다.
사이카슈는 15세기부터 역사에 나타나, 오닌의 난 이후 기이국과 가와치국의 슈고 다이묘인 하타케야마씨의 요청에 응하여 긴키 지방의 각지를 전전하면서 용병집단으로서 점차 성장하였다. 기노강 하구를 장악하여 해운·무역에도 종사하면서 독자성을 띤 수군도 보유했던 것으로 여겨진다. 다네가시마에 철포의 제조법이 전래되자 네고로슈에 이어 사이카슈도 철포를 재빨리 입수하여 뛰어난 사수를 양성하면서 철포를 유효하게 사용하는 전술을 고안하여 뛰어난 군사집단으로 성장하였다.
겐키 원년(1570년)에 오다 노부나가와 미요시 산닌슈 사이에 노다 성·후쿠시마 성 전투가 일어나자 스즈키 마고이치 등을 지도자로 하는 사이카슈는 용병 부대로서 미요시 산닌슈軍에 가담한 일변, 아시카가 막부의 쇼군 아시카가 요시아키의 요청에 응한 하타케야마 아키타카가 사이카슈·네고로슈 등을 원군으로 보내 오다 노부나가軍에 가세하였다. 그 뒤, 대규모 총격전·공성전이 반복되면서 전투가 확대되자 사이카슈끼리 싸웠을 가능성도 있다. 그러나 이시야마 혼간지가 참전하자 사이카슈는 일치단결하여 이시야마 혼간지에 가세하여 오다軍과 싸웠다. 철포를 꽤나 유효하게 활용하였다는 소리를 듣는 오다軍도 사이카슈의 철포 기술과 양에는 고전하여 한 번은 노부나가 자신도 부상한 대패하기도 하였다(이시야마 전투.
노부나가는 혼간지를 쓰러트리고자 사이카슈를 먼저 제압하려고 생각하여 덴쇼 5년(1577년)에 노부나가 자신이 대군을 이끌고 이즈미국·가와치국에서 기이로 침공하여(제1차 기슈 정벌, 사이카슈에게 종속의 맹세를 받아냈다. 그러나 이 전투에서 오다軍은 전력을 막대히 끽휴했을 뿐만 아니라 복속하게 했을 터인 사이카슈도 금방 자유로운 활동을 재개하여 혼간지 측에 가담했다.
덴쇼 8년(1580년)에 혼간지의 문주 겐뇨가 이시야마 혼간지에서 철수하여 이시야마 전투가 종결되자 사이카슈의 문도는 사이카의 사기노모리[鷺森]에 겐뇨를 맞아들이고 하타케야마 마사나오를 받들고 노부나가에 대항하는 자세를 보였다. 그러나 그 후 親오다파와 反오다파로 양분되어 내분이 일어나게 된다. 덴쇼 10년(1582년)에는 親오다파의 스즈키 마고이치가 반대파인 쓰치바시씨를 쓰러트렸으나 같은 해 혼노지의 변으로 노부나가가 비명횡사하자 마고이치는 하시바 히데요시에게로 도망하고 쓰치바시파가 주도권을 장악하였다.
그 후에 중앙집권화를 진전하게 하여 토호의 지역 지배를 해체하려는 도요토미 정권의 동향에 사이카슈는 일관되게 반발을 지속하였다. 히데요시와 오다 노부카쓰·도쿠가와 이에야스 사이에 벌어진 고마키·나가쿠테 전투에서는 네고로슈와 연합하여 오사카성 주변까지 출병하여 오와리로 출진한 히데요시의 배후를 위협하였다. 덴쇼 13년(1585년), 이에야스와 화해한 히데요시가 기이로 침습해(제2차 기슈 정벌), 네고로슈의 본거지 네고로지[根来寺]를 불사르고 사이카슈도 괴멸하게 했다.
이리하여 사이카슈는 역사에서 소멸하였다. 사이카슈의 잔당은 몰락한 토호 세력으로서 귀농하거나 각지로 퍼져 나아가 철포 기술을 가지고 다이묘에 사관하였다.